# Inveraray
Inveraray (ɪ n v ə ˈ r ɛər i nebo ɪ n v ə ˈ r ɛər ə, skotskou gaelštinou Inbhir Aora [ústí řeky Aray]) je město v oblasti Argyll a Bute v západní části Skotska. Rozkládá se na západním břehu zátoky Loch Fyne, při silnici A83. Jde o bývalé královské město, tradiční centrum hrabství Argyll a rodové sídlo vévodů z Argyllu.
V době 2. světové války se v blízkosti města nacházela významná vojenská základna Výcvikového střediska společných operací.

## Historie

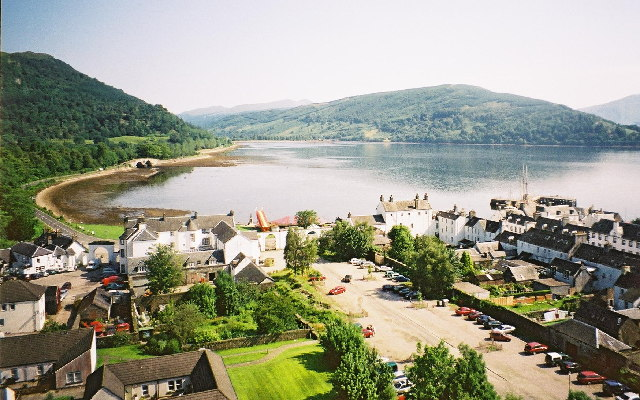
Pohled z věže

Jak dokládají archeologické nálezy, byla zdejší oblast obydlená již v dobách gaelského království Dál Riata, jehož centrum, hradiště Dunadd, se nacházelo nedaleko dnešního Inveraray.
Nevelká osada Inveraray se již od středověku nacházela v oblasti dnešního zámeckého parku na jihovýchod od Inverarayského hradu. V roce 1457 zde Colin Campbell, 1. hrabě z Argyllu, vybudoval první ‎‎opevněné sídlo, z něhož se stal sídelní hrad hraběcího rodu Campbelů, poté co Campbelové opustili své dosavadní sídlo Innischonnel Castle ležící na ostrůvku Innis Chonnell na nedalekém jezeře Loch Awe.
V roce 1472 se vzkvétající Inveraray stalo baronským městem a roku 1648 královským městem, kteroužto výsadu mu udělil král Karel I. Stuart.
V prosinci 1644 se za anglické občanské války James Graham, 1. markýz z Montrose, zmocnil Inverarayského hradu a města a vypudil odtud svého soka Archibalda Campbella, 1. markýze z Argyllu. V únoru následujícího roku pak porazil jeho vojsko v bitvě u Inverlochy nedaleko městečka Fort William.
V lednu 1692, v období nazývaném Slavná revoluce, sehrálo město důležitou roli v takzvaném Masakru v Glencoe.
V roce 1701, v době, kdy Skotskem začínala zmítat těžká ekonomická krize, jejímž důsledkem bylo přijetí Zákonů o unii a zánik samostatného Skotska v roce 1707 a kterou způsobil krach Projektu Darién, obdržel 10. hrabě z Argyllu, Archibald Campbell, titul 1. vévoda z Argyllu. Jeho syn, John Campbell, 2. vévoda z Argyllu, se rozhodl po více než dvou stech letech přebudovat rodové sídlo do podoby zámku ve francouzském stylu a zadal zhotovení návrhu podoby nového zámku architektu ‎‎Johnu Vanbrughovi‎‎. Po smrti 2. vévody v roce 1743 se myšlenky na přestavbu ujal Colinův mladší bratr ‎‎Archibald, 3. vévoda z Argyllu‎‎. Nové sídlo podle projektu architekta Rogera Morrise však vyžadovalo mnohem větší prostor, proto muselo staré Inveraray ustoupit, a bylo posléze nově vystavěno asi o 2 km dál.
Vypracování plánů na výstavbu nového Inveraray bylo svěřeno přednímu skotskému architektovi té doby Williamu Adamovi, který je dokončil roku 1747. ‎V letech 1758 až 1776 docházelo k postupnému bourání zástavby v blízkosti zámku. Do roku 1770 výstavba nového města příliš nepokročila, proto se John Campbell, který se v tomto roce stal po svém otci Johnovi 5. vévodou z Argyllu, rozhodl přistoupit k přestavbě rázněji. Byli povoláni další architekti, mezi nimiž je třeba jmenovat zejména Johna Adama, Williamova syna, a Roberta Mylnea, jimž bylo svěřeno především plánování a výstavba nových budov. John Adam přispěl zejména stavbou Inverarayské hospody (The Inveraray Inn) a budovy radnice. Větší část města včetně kostela je pak dílem proslulého edinburského rodáka Roberta Mylnea (1733–1811) z let 1772–1800.
Vzniklo tak pohledné město s domy pro dělníky zdejší přádelny vlny a přístavištěm pro rybáře živící se lovem sleďů, který se v pozdějších letech stal významným odvětvím ekonomiky města. Inveraray je tak jedním z nejlepších příkladů nového skotského města 18. století, o jehož střední části se pro její architektonický význam uvažuje jako o vhodném kandidátu pro památkovou ochranu. 

## Pamětihodnosti
- Kromě již zmíněného Inverarayského hradu – viz stránka Inveraray Castle – se město může pochlubit dvoupatrovou budovou vězení z 19. století, která je chráněna jako architektonická památka.[9] Dnes je v ní umístěno muzeum vězeňství.
- Další zajímavou stavbou je 38 m vysoká zvonice zdejšího kostela Všech svatých neboli Vévodova zvonice,[10] jež vévodí celému městu. Byla postavena na paměť příslušníků klanu Campbellů, kteří padli během 1. světové války,[11] a je chráněnou historickou památkou. Je v ní umístěn druhý nejtěžší soubor deseti zvonů na světě.[12]
- Historickou pamětihodností je rovněž keltský Inverarayský kříž.
- Turistickou zajímavostí je dvacetimetrový nákladní parníček VIC 72 Vital Spark – jeden z posledních, které sloužily na středoskotském kanálu Forth–Clyde spojujícím zálivy Firth of Forth a Firth of Clyde. Kotví v inverarayském námořním muzeu a je přístupný veřejnosti.

## Galerie

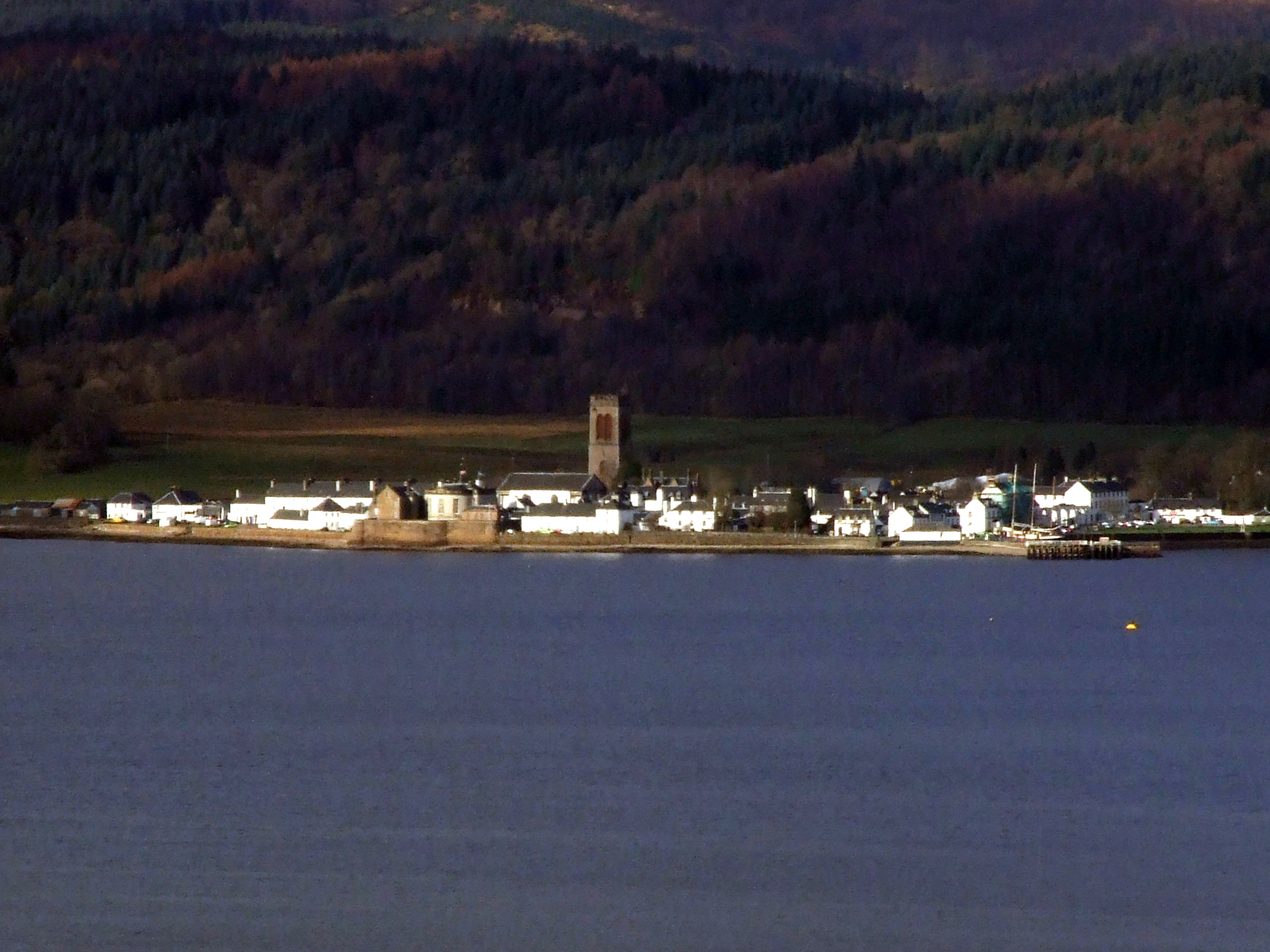
Inveraray z pohledu ze silnice B839 na východní straně zátoky Loch Fyne
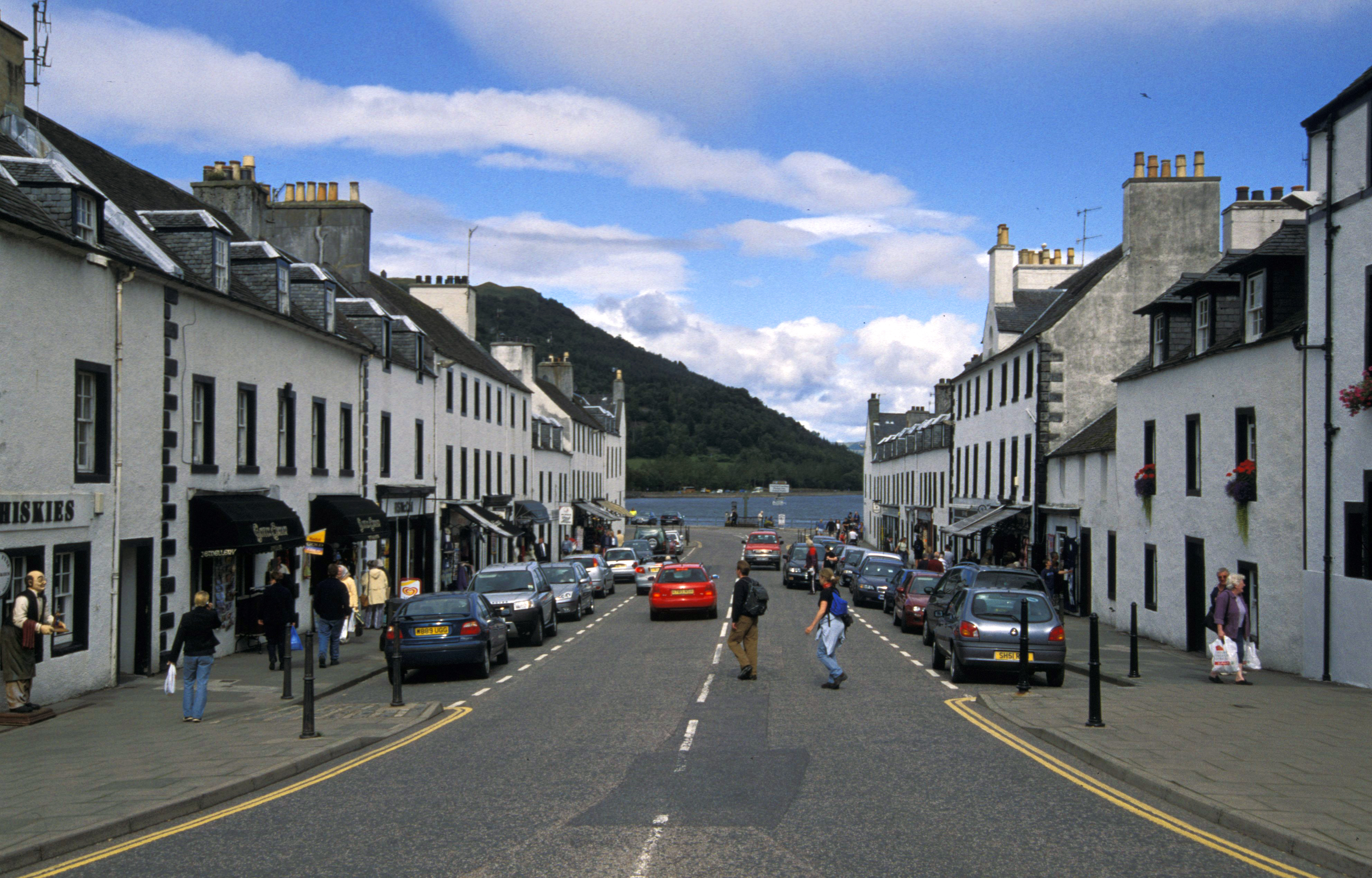
Hlavní ulice (silnice A83) směrem k severovýchodu
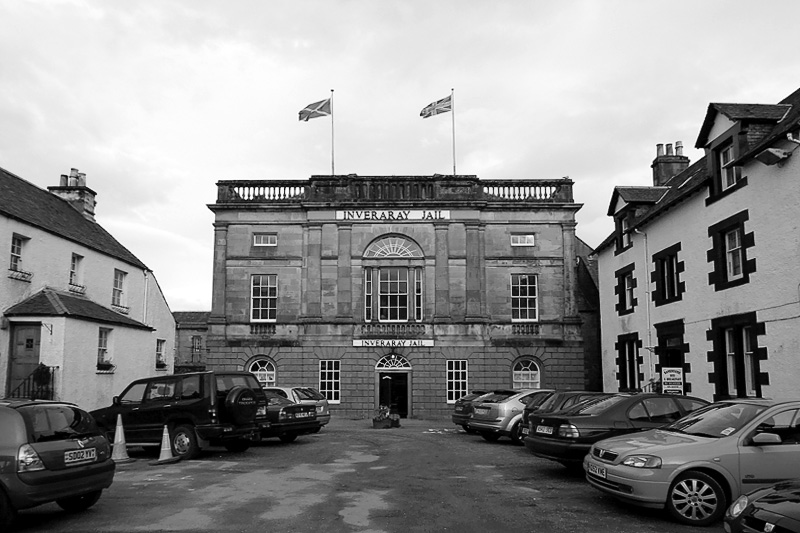
Inverarayské vězení
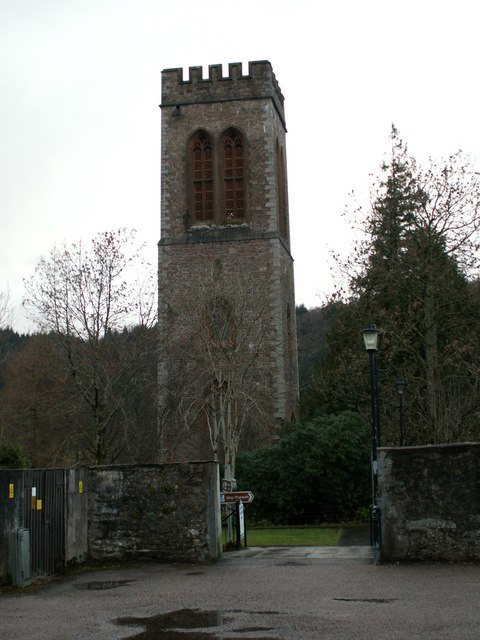
Vévodova zvonice
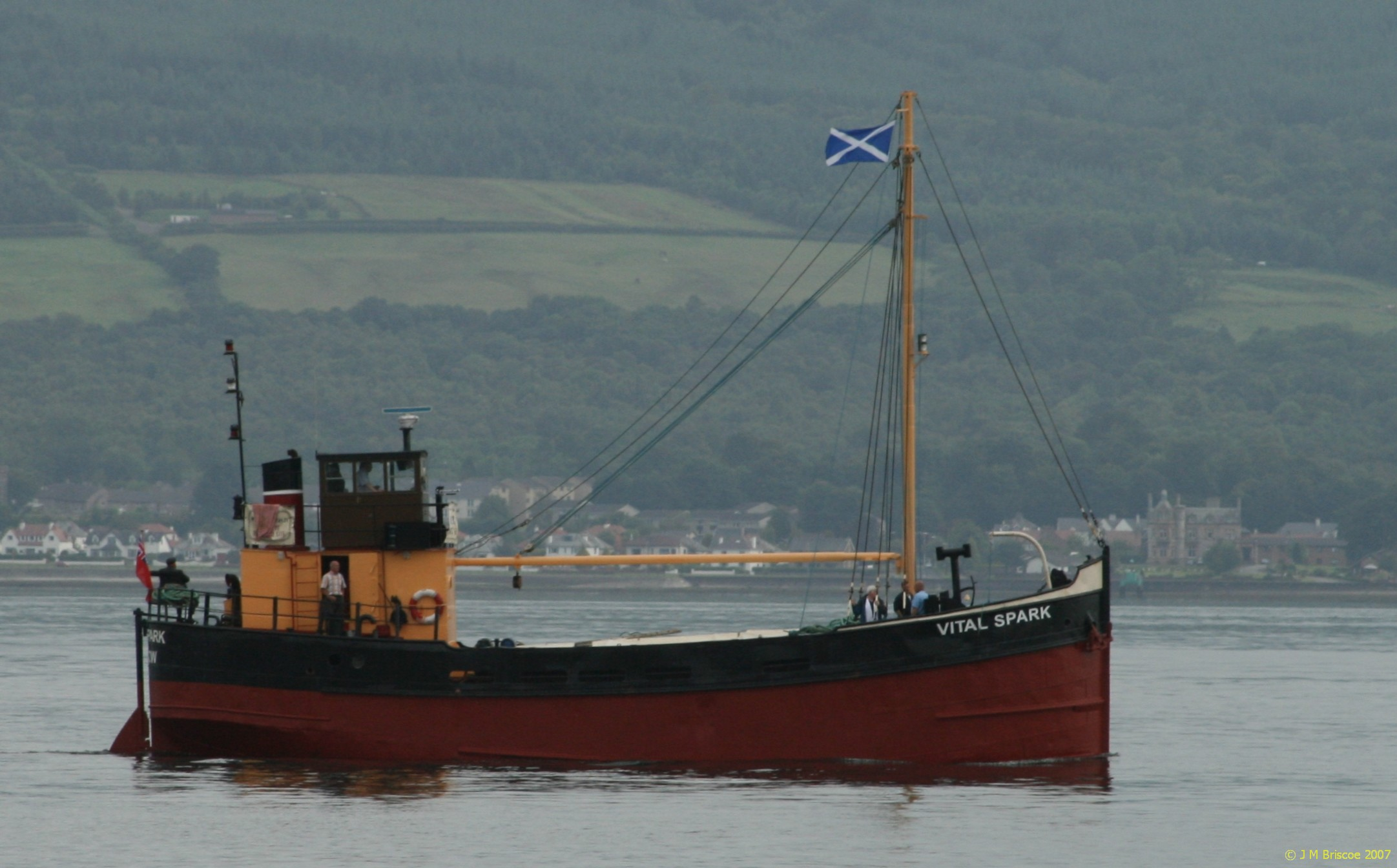
Nákladní parníček VIC 72 Vital Spark
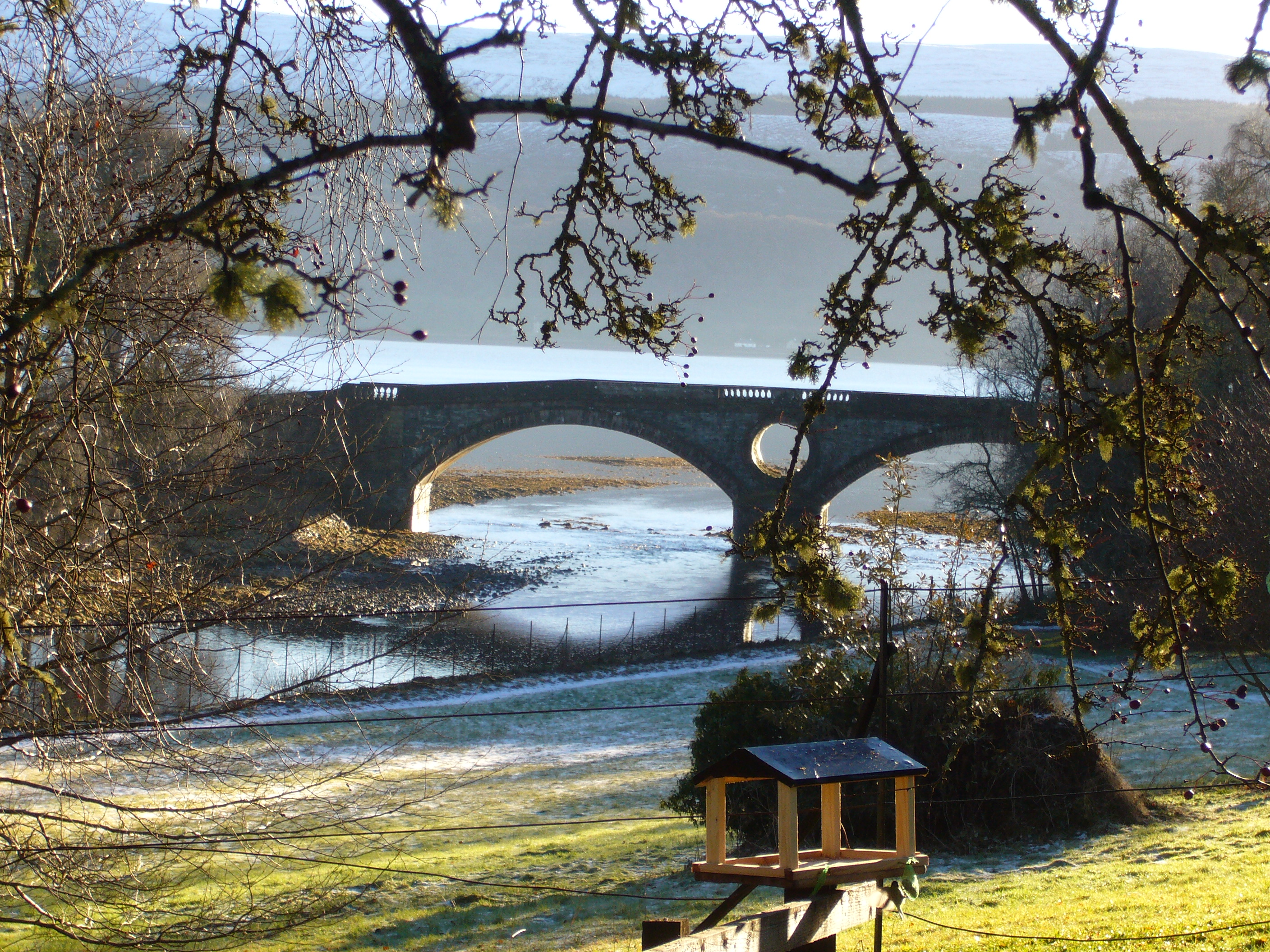
Most přes řeku Aray